# راف اند ردی (کالیفرنیا)
راف اند ردی (به انگلیسی: Rough and Ready) یک منطقهٔ مسکونی در ایالات متحده آمریکا است که در شهرستان نوادا، کالیفرنیا واقع شده‌است. راف اند ردی ۸٫۲۱۰ کیلومتر مربع مساحت و ۹۶۳ نفر جمعیت دارد.